# Тапола, Юсси
Юсси Вейкко Тапола (фин. Jussi Veikko Tapola; 13 июня 1974, Керава, Финляндия) — финский профессиональный хоккеист и тренер.

## Биография
Родился в Кераве 13 июня 1974 года. Воспитанник молодёжной школы «Ильвеса», выступал за юниорские составы команды. В 1995 году дебютировал на профессиональном уровне в третьей лиге за команду «Ахмат-Хювинкяа». С 1995 по 2002 год выступал за команды третьей и второй лиг Финляндии. В 2002 году завершил карьеру хоккеиста.
Окончил педагогический университет по специальности школьный учитель. Руководил юниорской и молодёжной командами хоккейного клуба ХПК, также работал помощником тренера основной команды. С 2010 по 2012 год работал с юниорской сборной Финляндии, затем стал помощником главного тренера команды «Таппара».
В 2014 году был назначен главным тренером «Таппары», которую возглавлял до 2017 года. В 2018 году был помощником главного тренера сборной Финляндии по хоккею. В марте 2018 года возглавил китайскую команду Континентальной хоккейной лиги «Куньлунь Ред Стар».
В июне 2023 года Тапола подписал двухлетний контракт со швейцарским клубом «Берн».